# سجن رامو فيردي
سجن رامو فيردي هو سجن عسكري في بلدية لوس تيكيس في ولاية ميرندا فنزويلا. السجن معروف بسياساته الصارمة وتدابيره الأمنية للسجناء، وهو مخصص بشكل خاص للأفراد العسكريين والمدنيين الذين تمثل خصائصهم أهمية للدولة الفنزويلية، سواء لأسباب تتعلق بالسلامة أو السياسات التي قد تبقى في مكانها مؤقتًا أو لتلبية جميع الاحتياجات.

## الحماية
يعتمد الأمن على الفرقة الثالثة لجيش فنزويلا والدفاع المتكامل لمنطقة العمليات في العاصمة. صرح غونزالو هيموب من العقوبات الفنزويلية أن رامو فيردي «هو أكثر السجون أمانًا في البلاد من حيث الطابع العسكري».

## الخلافات
كانت رامو فيردي نقطة جدل وانتقاد بسبب قضايا شخصيات معروفة محتجزة هناك. وفقًا لمنظمة غير حكومية تدعى مراقبة المواطن من أجل الأمن، فإن رامو فيردي هو سجن «حيث يكون السجناء فيه نوعًا ما غير مرئيين بالنسبة للحكومة الفنزويلية وغير مدركين تمامًا لأي آلية رقابة منصوص عليها في القانون».
من بين الأشخاص الذين تم احتجازهم هناك:
- القائد العام راؤول إيزياس بادويل قائد الجيش السابق ووزير الدفاع الأسبق لهوغو تشافيز.
- كارلوس أورتيجا الرئيس السابق لاتحاد عمال فنزويلا، الذي هرب مع داريو فارياس والكابتن رافائيل فارياس في عام 2006.
- النقيب أوتو جباور الذي شارك في أحداث 11 أبريل 2002.
- المفوضان هنري فيفاس ولازارو فوريرو، وهما من كبار المسؤولين السابقين في شرطة العاصمة السابقة لكراكاس، أفرج عنهما في عام 2011.
- إيفان سيمونوفيس السكرتير السابق للسلامة العامة لمدينة كاراكاس.
- الجنرال فرانسيسكو أوسون خرج عام 2007.
- الجنرال أوفيديو بوجيولي خرج عام 2006.
- ليوبولدو لوبيز عمدة تشاكاو السابق وزعيم الإرادة الشعبية.